# ラッタナコーシン暦
ラッタナコーシン暦（ラッタナコーシンれき）は、タイ王国の紀年法のひとつである。日本ではチャクリー暦、バンコク暦とも言う。チャクリー王朝が創設された年、1782年（タイ仏暦2325年）を元年とする。タイ語ではラッタナコーシン・ソックรัตนโกสินทร์ศกといい、年代の表記方はร.ศ.と略してร.ศ.131年という風に書く。
元旦は4月1日であり、同日をもって新年度となる。例・ラーマ5世の行事記録 ร.ศ.121 - 122年の新年行事を記した一節
ラーマ5世在位中の1889年（タイ仏暦2431年）、それまでの小暦を廃止して制定され、その年がラッタナコーシン暦108年となった。しかし、ラーマ6世治世の1912年（タイ仏暦2455年、ラッタナコーシン暦131年）に廃止され、仏暦（タイ仏暦）が導入された。